# Tore Haraldsen
Tore Haraldsen (April 1948 - Juli 1999), basist och kompositör. Många vissångare har ackompanjerats av Haraldsen, till exempel Kalle Zwilgmeyer, Arne Ljusberg, Billey Shamrock, Anne Cathrine Johansen och Cornelis Vreeswijk. Han har tonsatt ett flertal dikter av norska och svenska poeter. Haraldsen medverkade på många visfestivaler.